# Arena Livyj Bereh
L'Arena Livyj Bereh (in ucraino Арена Лівий берег?) è un impianto polivalente situato a Mlynovo, hromada dell'oblast' di Kiev. Lo stadio viene usato principalmente per le gare casalinghe del Livyj Bereh. L'impianto ha una capienza di 4 700 posti.

## Storia
I lavori di costruzione dello stadio sono iniziati nell'agosto del 2021. Nell'ottobre del 2022 l'impianto viene inaugurato.
Il 28 luglio 2023 si è svolto il primo incontro ufficiale tra Livyj Bereh (proprietaria dell'impianto) e il Hirnyk-Sport, match valido per la prima giornata della seconda serie ucraina.